# Dugojnica
Dugojnica (em cirílico: Дугојница) é uma vila da Sérvia localizada no município de Surdulica, pertencente ao distrito de Pčinja. A sua população era de 239 habitantes segundo o censo de 2011.

## Demografia
| 1948 | 1953 | 1961 | 1971 | 1981 | 1991 | 2002 | 2011 |
| ---- | ---- | ---- | ---- | ---- | ---- | ---- | ---- |
| 418  | 465  | 461  | 432  | 330  | 288  | 275  | 239  |